# Vayres-sur-Essonne
Vayres-sur-Essonne é uma comuna francesa na região administrativa da Ilha de França, no departamento de Essonne. Estende-se por uma área de 8.46 km². Em 2010 a comuna tinha 1 012 habitantes (densidade: 119,6 hab./km²).